# Protestantismus in Myanmar

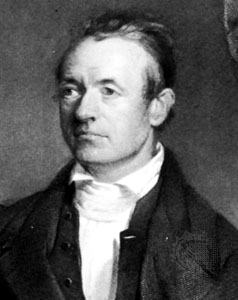
Adoniram Judson

Die Protestanten in Myanmar (ehemals Burma) haben einen Anteil von 3 % an der Bevölkerung. 
Fast die Hälfte der Protestanten sind in der Myanmar Baptist Convention, die 2003 etwa 63.000 Mitglieder hatte. Die Myanmar Baptist Convention gibt es seit 1865 und hat 3513 Kirchengebäude. Die größte Mitgliedsorganisation ist die Karen Baptist Convention. Die Myanmar Baptist Convention gründete 1992 eine AIDS-Kommission mit 32 Mitgliedern;
1985 wurde die Christian Reformed Church in Myanmar gegründet, die 50 Gemeinden zählt. 
In Insein befindet sich das Myanmar Institute of Theology.

## Geschichte
Adoniram Judson war der erste nordamerikanische Missionar in Burma. Er kam im 2. Jahrzehnt des 19. Jahrhunderts nach Burma. 1820 gab es 10 Konvertiten in Burma. Im Ersten Englisch-Burmesischen Krieg wurde Judson inhaftiert. Nach seiner Entlassung wuchs die Mitgliederzahl der Baptisten schnell. Das Wachstum war besonders bei animistischen Stämmen hoch. Judson selbst starb 1850; in diesem Jahr lebten im späteren Myanmar 8000 Baptisten, fast alle im britischen Gebiet im Südosten und im Karen-Südwesten. George Gough hat die ersten Druckwerke in Burma auf Burmesisch gedruckt, wozu 800 Exemplare des Matthäusevangeliums gehörten. Es gab im 20. Jahrhundert viele Fälle von erzwungener Bekehrung von Christen zum Buddhismus.